# طابية الجميل
طابية الجميل هي قلعة مصرية تقع على مدخل بحيرة المنزلة غربي بورسعيد، وبها مطار عسكري صغير. اشتهرت بأنها كانت موقع هبوط المظليين البريطانيين أثناء العدوان الثلاثي على مصر سنة 1956.

## طابية الجميل أثناء الحرب ضد الاحتلال الإنجليزي لمصر
في سنة 1882 قام الجيش المصري بقيادة أحمد عرابي بتحصين طابية الجميل تأهبًا لغزو الإنجليز لمصر من جهة قناة السويس.

## طابية الجميل أثناء العدوان الثلاثي
كان احتلال مطار الجميل والمنطقة المحيطة به من أهم أهداف عملية الفارس (بالإنجليزية: Operation Musketeer)‏، وهي عملية هجومية إنجليزية فرنسية مشتركة قامت بها أثناء العدوان الثلاثي (1956) قوات محمولة جوًا وبحرًا لاحتلال مدينة بورسعيد من أجل فرض السيطرة على قناة السويس. تقرر إنزال فوج المظليين الكولونيالي الفرنسي الثاني في منطقة الرسوة، بينما تقرر أن تهاجم الكتيبة الثالثة من فوج المظليين التابع للواء 16 المظلي المستقل منطقة الجميل. وتحت إصرار القيادة الفرنسية، تقرر أن يبدأ الهجوم المحمول جوًا على الجميل والرسوة قبل وصول العناصر المحمولة بحرًا بأربع وعشرين ساعة كاملة، وذلك بهدف الاحتفاظ بعنصر المفاجأة؛ لصعوبة إخفاء اقتراب الأسطول الحربي الكبير الذي تقرر مشاركته في الغزو.